# La Bezole
La Bezole  es una localidad y comuna francesa, situada en el departamento del Aude, en la región de Languedoc-Roussillon. 
A sus habitantes se les conoce por el gentilicio de bezolais.

## Demografía
| 28 | 32 | 35 | 27 | 38 | 42 |
| Para los censos de 1962 a 1999 la población legal corresponde a la población sin duplicidades (Fuente: INSEE [Consultar]) |    |    |    |    |    |

(Población sans doubles comptes, según la metodología del INSEE).
Hasta principios de la década de 1990, el éxodo rural afectó negativamente al municipio. Sin embargo, entrando ya en el siglo XXI, se volvió a invertir la tendencia, frenando la, hasta entonces, involución demográfica.

## Personalidades
- Étienne Dujardin-Beaumetz, ministro francés de Bellas Artes.
- Pierre-Claude Pétiet, general.
- Marie Pétiet